# Mackworth Castle
Mackworth Castle er resterne af en middelalderborg fra 1300- eller 1400-tallet, der ligger i landsbyen Mackworth nær Derby, Derbyshire. I flere århundreder var den hjem for Mackworth-familien, men på et tidspunkt blev borgen reduceret til kun at være portbygningen. En undersøgelse fra 1911 foreslog, at selvom portbygningen lignede borgen, så var resten af bygningen noget mere beskeden.
Ruinen er klassificeret som Scheduled Ancient Monument, og det er en listed building af første grad.